# Calorophus erostris
Calorophus erostris är en gräsväxtart som först beskrevs av Charles Baron Clarke, och fick sitt nu gällande namn av Lawrence Alexander Sidney Johnson och Barbara Gillian Briggs. Calorophus erostris ingår i släktet Calorophus och familjen Restionaceae. Inga underarter finns listade i Catalogue of Life.